# BAT (motorfiets)
BAT is een Brits historisch merk van motorfietsen
De bedrijfsnaam was: Bat Motor Manufacturing Co. Ltd., London.

## Naam
De naam BAT kwam van Samuel Robert Batson, die het bedrijf in 1902 had opgericht in Kingswood Road, Penge, een wijk in Zuidoost Londen. Maar de naam werd geregistreerd door de familie Tessier, die het merk in 1904 had gekocht. Daardoor ontstonden ook misverstanden over de oorsprong van de naam. Volgens één versie kwam de naam van Bashall And Tessier, de coureurs die het merk bekendheid gaven. Batson And Tessier werd ook nog geopperd, en de bedrijfsslogan van BAT was Best After Tests.

## Geschiedenis

### Batson
Batson had al geprobeerd een aantal technische verbeteringen voor motorfietsen aan fabrikanten te verkopen, zonder succes. Daarom begon hij in 1902 zelf motorfietsen te produceren. Ze hadden een De Dion inbouwmotor, een schommelvoorvork en een bijzonder frame. De berijder had een "sprung subframe", waarbij zowel het zadel als de voetsteunen afgeveerd waren. Hoewel de toepassing van pedalen in die tijd nog gebruikelijk was, paste Batson ze niet toe, overtuigd als hij was dat "meetrappen" zelfs op hellingen niet nodig was. F.W. Chase reed diverse records met de machine, maar de verkopen liepen slecht.

### Tessier
In 1904 verkocht Batson zijn bedrijf aan Theodore Tessier. Batson ging zich bezighouden met de productie van kantoorartikelen. Tessier verbeterde de motor door een koppeling toe te voegen en in het eerste jaar bracht hij al een 3½pk-model uit. Hij was een goede coureur maar besteedde ook veel aandacht aan reclame, waarvan de Slogan "Best After Tests" een voorbeeld was.
In de volgende jaren paste Tessier inbouwmotoren van JAP toe, met cilinderinhouden van 650-, 770-, 964- en 980 cc. Hij nam zelf deel aan de eerste TT van Man in 1907, maar haalde de eindstreep niet. In 1908 werd W.H. Bashall tweede in de tweecilinderklasse en in 1910 verbeterde H.H. Bowen het ronderecord van Bashall tot ca. 86 km per uur. Toen op Man de Mountain Course in gebruik werd genomen, waardoor hogere snelheden mogelijk werden, kregen de BAT-machines een tweeversnellingsbak, maar ook de direct door een riem aangedreven versies bleven leverbaar. Het verende subframe verdween in 1913, en vanaf dat jaar werd de tweeversnellingsbak algemeen toegepast. Ook de eencilinders werden niet meer gebouwd, BAT concentreerde zich op V-twins.
In 1909 presenteerde men de "Carcycle", met een 1.078cc-tweecilindermotor met een differentieel voor de aandrijving van een zijspanwiel. Het zijspan had twee wielen en de machine had ook twee voorvorken. Desondanks was het zijspan snel af te nemen. Met experimenteerde in de jaren tien ook met tricars en auto's met een tweecilinder Fafnir motor.
Tijdens de Eerste Wereldoorlog produceerde het merk munitie, maar de al gebouwde machines van het Model 2 en de Light Roadster werden aan het Russische leger geleverd. Dat kocht in die tijd veel Britse motorfietsen, o.a. van BAT, maar ook van Sunbeam, AJS, BSA en Norton. De Russen betaalden in elk geval de levering door BAT niet, waardoor het bedrijf in 1919 in financiële problemen kwam. Men bracht 6- en 8pk-V-twins met drie versnellingen en kettingaandrijving op de markt, die gebouwd waren met oude onderdelen van vóór de oorlog. In 1921 verscheen een lichtere, 4 pk versie.
In 1922 volgden de zoons van Tessier hun vader op en in 1923 namen ze het merk Martinsyde over waardoor de machines BAT-Martinsyde gingen heten. In 1926 eindigde de productie.